# Rhinella rumbolli
Espèce
Synonymes
- Bufo rumbolli Carrizo, 1992

Statut de conservation UICN

 VU B1ab(iii) : Vulnérable
Rhinella rumbolli est une espèce d'amphibiens de la famille des Bufonidae.

## Répartition
Cette espèce est endémique d'Argentine. Elle se rencontre entre 700 et 1 700 m d'altitude :
- dans le parc national Calilegua du département de Ledesma dans la province de Jujuy ;
- dans le département d'Orán dans la province de Salta.

Sa présence est incertaine en Bolivie.

## Étymologie
Cette espèce est nommée en l'honneur de Mauricio A. E. Rumboll.

## Publication originale
- Carrizo, 1992 : Cuatro especies nuevas de anuros (Bufoninae: Bufo e Hylidae: Hyla) del Norte de la Argentina. Cuadernos de Herpetología, vol. 7, no 3, p. 14-23 (texte intégral).